# Thành Quan, Lhasa
Thành Quan (tiếng Trung: 城关区; bính âm: Chéngguān qū; chữ Tạng: ཁྲིན་ཀོན་ཆུས; Wylie: khrin kon chus/Chingoinqü) là một khu (quận) của địa cấp thị Lhasa, Khu tự trị Tây Tạng, Trung Quốc. Quận bao gồm khu đô thị của Lhasa và các cùng phụ cận với tổng diện tích 525 kilômét vuông (203 dặm vuông Anh) và dân số năm 2003 là 150.000 người.

### Nhai đạo
| - Xung Trại Khang (冲赛康街道) - Bát Khuếch (八廓街道) - Cát Nhật (吉日街道) - Cát Bắc Cương (吉崩岗街道) | - Trát Tế (札细街道) - Công Đức Lâm (公德林街道) - Dát Mã Cống Tang (嘎玛贡桑街道) - Lưỡng Đảo (两岛街道) |

### Hương
- Sái Công Đường (蔡公堂乡)
- Nạp Kim (纳金乡)
- Nương Nhiệt (娘热乡)
- Đoạt Để (夺底乡)